# ناحية بيت ياشوط
ناحية بيت ياشوط، إحدى نواحي سوريا تتبع إداريّاً لمحافظة اللاذقية منطقة جبلة ومركزها بلدة بيت ياشوط، بلغ تعداد سكان الناحية 10,086 نسمة حسب التعداد السكاني لعام 2004.

## بيت ياشوط والحرب الأهلية السورية
تركت الحرب الأهلية السورية بصمتها الكبيرة على هذه القرية، فنظراً للثقافة العامة لدى أبناء بيت ياشوط بالالتحاق بالجيش وخصوصاً أثناء فترة الفقر في الثمانينات والتسعينات من القرن الماضي فقد قُتل العشرات من أبنائها أثناء تواجدهم في قطعاتهم العسكرية. كان ذلك بمثابة الفاجعة التي أثٌرت إلى حد كبير في نفسية سكان هذه القرية أسوة بكل القرى والمدن السورية بدون استثناء. و بفعل كمية القتلى الكبيرة ومحاولة السلطة التغطية على الموت العبثي لأبناء العلويين فقد انتشرت ظاهرة انتهازية و هي وضع صور الذين فقدوا في هذه الحرب على حوامل الأسلاك الكهربائية وقد شاركت السلطة في هذا التملق العام، فأصبح هذا المشهد مشهداً آخر من بشاعة الحرب الأهلية. 
امتد أثر الحرب الأهلية السورية ليشمل أموراً أخرى متعلقة بالحياة اليومية لسكان بيت ياشوط فغدا انقطاع الكهرباء، وانهيار الخدمات العامة، وتوضح الفساد بشكل أكبر،  كابوساً جاثماً على صدور القرويين في لحظة تاريخية مهمة : حيث وبوجود وسائل التواصل الاجتماعي لم يعد العديد من أبناء العلويين يقبلون بما كان يمارس عليهم بُعَيد مجزرة حماة عام 1982 من إفقار وتهميش ودعاية السلطة، في حرب عبثية لا ناقة لهم بها ولا جمل.
في عام 2017 وأثناء حصار الغوطة الشرقية وإخلائها من المقاتلين المتطرفين، عمل النظام السوري والجيش الروسي المتواجد في سوريا على إخلاء الغوطة ونقل المقاتيلين إلى منطقة إدلب، ومرّت الحافلات التي تحمل هؤلاء المقاتلين على الطريق العام في وسط بيت ياشوط  هذه الخطوة اعتبرها العديد من المراقبين كإهانة من طرف بشار الأسد لأهالي بيت ياشوط والطائفة العلوية بالعموم عندما مرَّ قتلة أولادهم أمام عيونهم وكأنهم في استعراض قوة في عقر دار العلويين. 
المساحة الأكبر من هذه الناحية على الخريطة مكسوة بالأشجار، أنظر على سبيل المثال مقال : غابات بيت ياشوط.

## بلدات وقرى ناحية بيت ياشوط
بسمالخ ، بشيلي ، جوفين، حلبكو، حلة عارا، حراما عين قيطة ، عين قطعة، عين سالم، الكروم، المنيزلة.